# Aleksandar Cvjetković
Aleksandar Cvjetković (1958.) je hrvatski kazališni, televizijski i filmski glumac.

## Filmografija

### Televizijske uloge
- "U dobru i zlu" kao policijski inspektor Zdravko Šimunić (2024. – danas)
- "Gora" kao Goran Marković (2023.)
- "Čista ljubav" kao Miroslav Leskovar (2017.)
- "Prava žena" kao Maks Opašić (2016. – 2017.)
- "Novine" kao Mario Kardum (2016. – 2020.)
- "Vatre ivanjske" kao Petar Kolar (2014. – 2015.)
- "Tajne" kao Ivan Franić † (2013. – 2014.)
- "Ruža vjetrova" kao Zlatan Škarica (2013.)
- "Počivali u miru" kao Bekim Halilaj (2013.)
- "Stipe u gostima" kao profesor Letinić (2011.)
- "Bitange i princeze" kao inspektor Vinko Mogućnost (2007.)
- "Naša mala klinika" kao Franco Smerducci (2006.)
- "Odmori se, zaslužio si" kao agent cateringa (2006.)
- "Balkan Inc." kao Marko "Čens" Prilika (2006.)
- "La moglie cinese" (2006.)
- "Le stagioni del cuore" (2004.)
- "Čarolija" kao Kirilov (2002.)
- "Dirty Dozen: The Series" kao stražar (1988.)
- "Nepokoreni grad" (1981.)
- "Velo misto" kao Rico (1980.)

### Filmske uloge
- "Hermano" kao Emo (2007.)
- "L'uomo del sottosuolo" (2005.)
- "Verso nord" kao Ivica (2004.)
- "Santa Maradona" (2001.)
- "A Deadly Compromise" kao Federico Nuti (2000.)
- "La vita cambia" kao Dosso (2000.)
- "Born to Ride" kao njemački vojnik (1991.)

### Sinkronizacija
- "Mačak u čizmama: Posljednja želja" kao vuk (2022.)
- "Teletubbiesi" (6. – 7. sezona) kao Snjegović, Megafon #4 i razni muški likovi u igranim segmentima (2017. – 2018.)
- "Knjiga o džungli 1" kao Bagheera (2016.)
- "Superknjiga" kao Superknjiga, Faraon, Zapovjednik, Mudrac #2, Faraon, Kralj Ahab i Čovjek u bijelom #1 (2016. – 2020.)
- "Rode" kao Hari Zidar (2016.)
- "Tko se boji vuka još" kao Grmalj (2016.)
- "Ratchet i Clank" kao kapetan Kopernik Qwark (2016.)
- "Zvjezdani ratovi: Pobunjenici" kao Wilhuff Tarkin (2015. – 2016.)
- "Blinky Bill: Neustrašiva koala" kao Koala William Bill (2015.)
- "Bijeg s planeta Zemlje" kao General Shanker (2014.)
- "Spašavanje Djeda Mraza" kao Neven Zlomislić (2014.)
- "Štrumpfovi 2" kao Hrabri (2013.)
- "Turbo" kao Gas Daskić (2013.)
- "Avioni" kao Ripslinger (2013.)
- "Krš i lom 1" kao General Hologram (2012.)
- "Niko 2: Mali brat, velika frka" kao Boro (2012.)
- "Zvončica i tajna krila" kao Dane (2012.)
- "Lorax: Zaštitnik šume" kao Alojzije O'Hara (2012.)
- "Simsala Grimm" (2011.)
- "Vesele trojke" (2011.)
- "Auti 2" kao borbeni brod [Lloyd Sherr] i Aleksandar Hugo (2011.)
- "Rango" kao Čegrtuša Jake (2011.)
- "Konferencija životinja" kao Sokrat (2010.)
- "Vrlo zapetljana priča" kao vođa stražara (2010.)
- "Ljepotica i zvijer 1" kao Lefu (2010.)
- "Princeza i žabac" kao Lawrence (2009.)
- "Snjeguljica i sedam patuljaka" (2009.)
- "Velika avantura malog dinosaura" kao Jura (2009.)
- "Madagaskar 2: Bijeg u Afriku" kao vodič i Teetsi (2008.)
- "Niko - Božićna potraga" (2008.)
- "Priča o mišu zvanom Despero" kao gradonačelnik i štakor (2008.)
- "Zvončica" (2008.)
- "Horton" kao Predsjedavajući (2008.)
- "Kung Fu Panda 1" kao Tai Lung [Ian McShane] (2008.)
- "Život buba" kao Francek [Denis Leary] (2008.)
- "Knjiga o džungli 2" kao Bagheera (2008.)
- "101 dalmatinac" (2008.)
- "Trnoružica" kao pripovjedač (2008.)
- "Princeza sunca" kao faraon Akhentanon (2007.)
- "Osmjehni se i kreni! i čađa s dva Plamenika" (2007.)
- "Auti 1, 3" kao Šik Hiks (2006., 2017.)
- "Dama i Skitnica 1" kao Toni (2006.)
- "Shrek 1" kao Shrek [Mike Myers] (2006.)
- "Stuart Mali 3: Zov divljine" kao Frederik Mali [Hugh Laurie] (2005.)
- "Madagaskar 1" kao zoološki najavljivač (2005.)
- "Hrabri Pero" kao Monty, najavljivač u dokumentarnom filmu i čovjek (2005.)
- "Shrek 2 i Shrek Treći" kao Princ Šarmer (2004., 2007.)
- "Riba ribi grize rep" kao Luca (2004.)
- "Okretala se i čarolija zrcala" (2004.)
- "Sinbad: Legenda o sedam mora" (2003.)
- "Kućni svemirci" kao Šmensi
- "Chuggington" kao Danko
- "Ulica Sezam" kao Velika ptica
- "Bobi i Bero" kao Bero
- "Superheroj Spiderman" kao Norman Osborn
- "Nove pustolovine Winnieja Pooha" kao Glodavko

## Vanjske poveznice
- Aleksandar Cvjetković u internetskoj bazi filmova IMDb-u (engl.)